# Ratpenat frugívor d'esquena nua
El ratpenat frugívor d'esquena nua (Rousettus spinalatus) és una espècie de ratpenat de la família dels pteropòdids. Viu a Brunei, Indonèsia i Malàisia. El seu hàbitat natural són els boscos, on nia en coves i s'alimenta de nèctar i fruita. Està amenaçat per la desforestació i l'activitat espeleològica.